# Moqueca

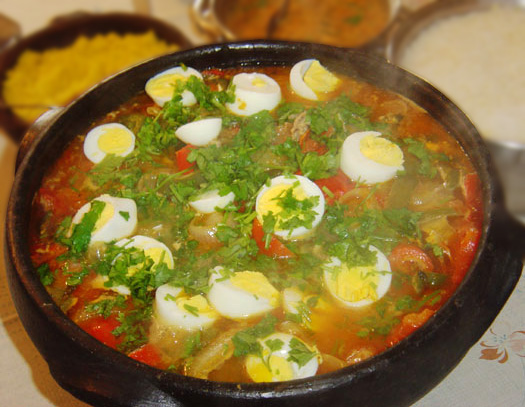
Un piatto di moqueca

La moqueca de peixe o semplicemente moqueca, conosciuta anche come muqueca, è un piatto tipico della cucina brasiliana,  in particolare degli Stati di Espírito Santo (Brasile sud-orientale) e di Bahia (Brasile nord-orientale), a base di pesce, olio dendê, pepe di caienna, coriandolo e (in una variante) latte di cocco. Se ne hanno notizie sin dalla metà del XVI secolo.

## Etimologia
Il nome moqueca deriva dal termine in lingua quimbundo mu'keka.
In teoria, il termine moqueca farebbe riferimento a qualsiasi tipo di stufato a cottura lenta (comprenderebbe quindi anche le carni), ma il termine è solitamente associato alla moqueca de peixe.

## Storia
Le prime notizie scritte su questo piatto risalgono al 1554, quando il gesuita Padre Luis de Gra descrisse le usanze delle popolazioni indigene del Brasile. Secondo quanto riportato da de Gra, il piatto era composto da carne di pesce mischiata a carne umana:
Un'ulteriore descrizione di questo piatto venne fatta trent'anni dopo da Padre Fernando Cardim, che si esprimeva in questi termini:
All'epoca, la moqueca era tuttavia molto differente da quella attuale e veniva preparata avvolgendo i pesci con piante erbacee o foglie di alberi, secondo quanto riportato da una cronaca del XVII secolo.

## Ingredienti
Per preparare un piatto di moqueca occorrono i seguenti ingredienti:
- Filetti di pesce (800 gr)
- 1 peperone rosso
- 2 pomodori
- 2 cipolle
- aglio (2 spicchi)
- olio
- chiodi di garofano
- latte di cocco

## Preparazione

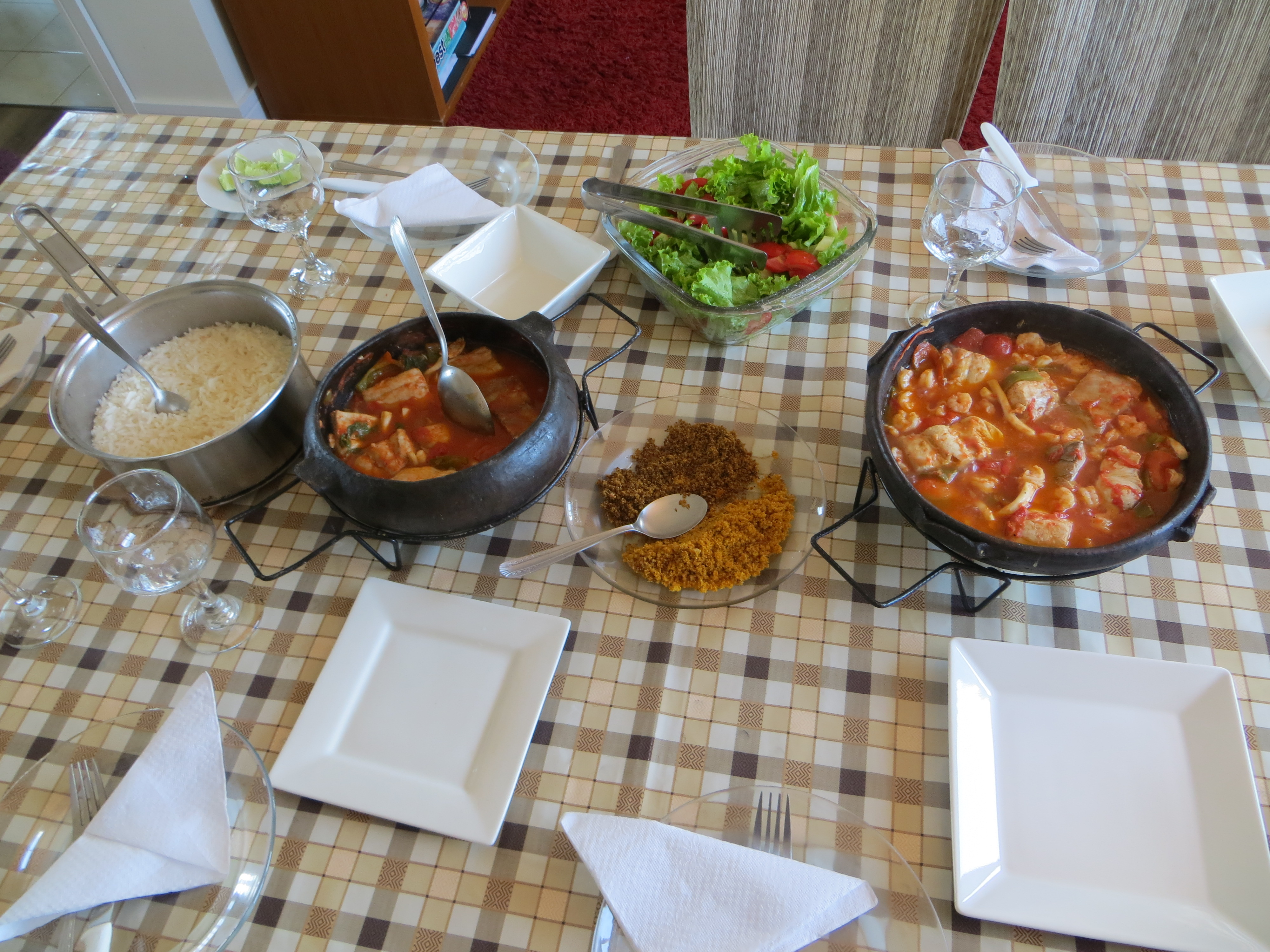
Moqueca capixaba servita in tavola

Il piatto viene tradizionalmente preparato in un recipiente d'argilla.

## Varianti
- Moqueca capixaba (Espírito Santo), con olio d'oliva o di soia al posto dell'olio di palma e senza latte di cocco[3]
- Moqueca baiana (Stato di Bahia)[3]

## Il piatto nella cultura di massa
- Alla moqueca è dedicato il canto popolare brasiliano A moqueca[6]
- La moqueca è menzionata nel racconto dello scrittore brasiliano Jorge Amado La doppia morte di Quincas l'acquaiolo (A morte e a morte de Quincas Berro D'água)[7]